# Clemente (cantor)
Clemente (Setúbal, 25 de Maio de 1955) é um cantor português.

## Percurso
Nasceu no bairro do Tróino, em Setúbal.
Começou por fazer parte dos Antecipação que lançaram um disco em 1972.
O seu primeiro disco a solo, lançado em 1973, foi um EP para a editora Rapsódia no Porto com quatro versões: "Céu" ("Ciel" de Gil Chazal),  "Hello, Amor" ("Hello, my love" de Theo Van Es), "Meu Bom Jesus" (versão de "Petit Jesus" de J. Renard e Claude François) e "Escuta-me" ("Escuchame" de T. Martinez). De 1973 a 1979 edita anualmente um disco geralmente com versões, incluindo a versão portuguesa das canções vencedoras do Festival da Eurovisão, tendo feito a primeira incursão pela música tradicional portuguesa em 1978 com o LP "Cantigas Que o Povo Fez".
Em 1980 obtém um dos seus maiores sucessos com "Vais Partir", com que recebe Prata, Ouro e Platina, a primeira canção que grava para a editora Rossil. Os sucessos prosseguem com "Canção dos Teus Cabelos" e "Balada dos Caçadores", com que participou no Festival da Canção da Rádio Comercial. 
Em 1983 assina contrato com a editora Polygram editando o seu primeiro single para aquela editora com a canção "Amore Mio"  recebendo Disco de Ouro com o selo daquela editora. 
Viajou pelas várias comunidades portuguesas, recebendo sempre fortes e calorosos aplausos e o apoio incondicional do público.  Participa nos festivais Slanchev Briag (Bulgária/1984), Yamaha Song Festival Tóquio (Japão/1984), Porto Rico/1984, Canzoneta Malteza - Malta/1985, Festival do Mediterrâneo Turquia/1989 ou Tel Aviv (Israel/1990) onde recebe vários prémios, nomeadamente de interpretação.
Em 1995 muda de editora, assinando contrato com a Vidisco e lança o CD "Romântico" onde consegue mais uma  vez um Disco de Ouro.
Em 1996 o cantor setubalense de renome internacional grava o CD "Pelo Meu Caminho" com arranjos de Ramon Gallarza, José Marinho e Hernâni Raposo onde é apresentado pela primeira vez  a canção "Colmeia do Amor", outro dos estrondosos sucessos da carreira do cantor.  No mesmo CD aparece pela primeira vez o dueto "Tu Só Tu" com Alexandra, versão portuguesa do sucesso internacional "Something's Stupid" interpretado originalmente por Frank Sinatra e sua filha Nancy. Também o dueto "Toureiro" com Neno, guarda redes/cantor português que jogou no Benfica, Vitória de Guimarães e Selecção Nacional para além ainda do tema açoreano  "Nove Ilhas, Dez Amores".
A comemorar 35 anos de carreira lançou o CD "Sinto Amor no Ar" com o selo Vidisco.
Em 2010 lançou o seu site oficial. Edita ainda o disco "Viagens".
Em 2015 fez uma participação especial na série da RTP "Bem-Vindos a Beirais". 
Clemente é presença assídua nos diversos programas de canais da televisão portuguesa, bem assim como em muitos canais internacionais.[carece de fontes?]

## Discografia
- Sucessos de Clemente (1983 LP, Rossil)
- Cartas de Amor (1984 LP, Polygram)
- Fantasia (1987 LP, Polygram)
- Clemente (1990 CD, Polygram)
- Juntos Outra Vez (1992 CD, Polygram)
- Frente ao Mar (1994 CD, Polygram)
- Romântico (1995 CD, Vidisco)
- Pelo Meu Caminho (1996 CD, Vidisco)
- Cantigas Que O Povo Fez (1999 LP, Ovação)
- Cantigas que o Povo Fez (1999 CD, Dismusica/Ovação)
- É o Amor, Amor (2000/2001 CD, Dismusica/Musicoeste)
- Nostalgia (2002 CD, Universal)
- Se Deus Não Existisse (2003 CD, Paulinas Editoras)
- Clemente 30 Anos (2005 CD, Vidisco)
- Concerto Ligeiro (2008 CD, CVL)
- Sinto Amor No Ar (2009 CD, Vidisco)
- Viagens (2011CD)
- Essencial (Ovação 2014)
- Essencial 2 (Ovação 2017)

### Singles e EP
- Escuta-me (1973 EP, Rapsódia)
- Portugal "Fado Tropical" (1974 EP, Rapsódia)
- À Porta do Sol (1975 EP, Rapsódia)
- C’est un départ (1976 Single, Rapsódia)
- Quero (1977 EP, Rapsódia)
- A Ave e a Criança (1978 EP, Rapsódia)
- Minha Mãe, Minha Mãe (1978 EP, Rapsódia)
- A-Ba-Ni-Bi (1979 Single, Rapsódia)
- Vais Partir (1981 Single, Rossil)
- Balada Dos Caçadores (1981 Single, Rossil)
- Canção dos teus Cabelos (1982 Single, Rossil)
- Noites de Praia (1983 Single, [Rossil|Vidiofono])
- Amore Mio (1983 Single, Polygram)
- Quem Pensa em Ti (1984 Single, Polygram)
- A Vida à Minha Frente (1985 Single, Polygram)
- Marinheiro (1986 Single, Polygram)
- Canção de Recordar (1989 Single, Polygram)
- Baila Cigana (1990 Single, Polygram)
- Vamos Lá Pintar (1992 Single, Polygram)

### Compilações
- Os Maiores Sucessos (1988 LP, Polygram)
- Os Maiores Sucessos (1993 CD, Polygram)
- Os Maiores Êxitos (1997 CD, Vidisco)
- Vais Partir (1997 CD, Caravela/EMI)
- O Melhor de Clemente Vol. 1 (1998 CD, Polygram)
- O Melhor de Clemente Vol. 2 (1998 CD, Polygram)
- O Melhor de 2 - Clemente E Dino Meira (2001 CD, Universal)